# Каррарський мармур

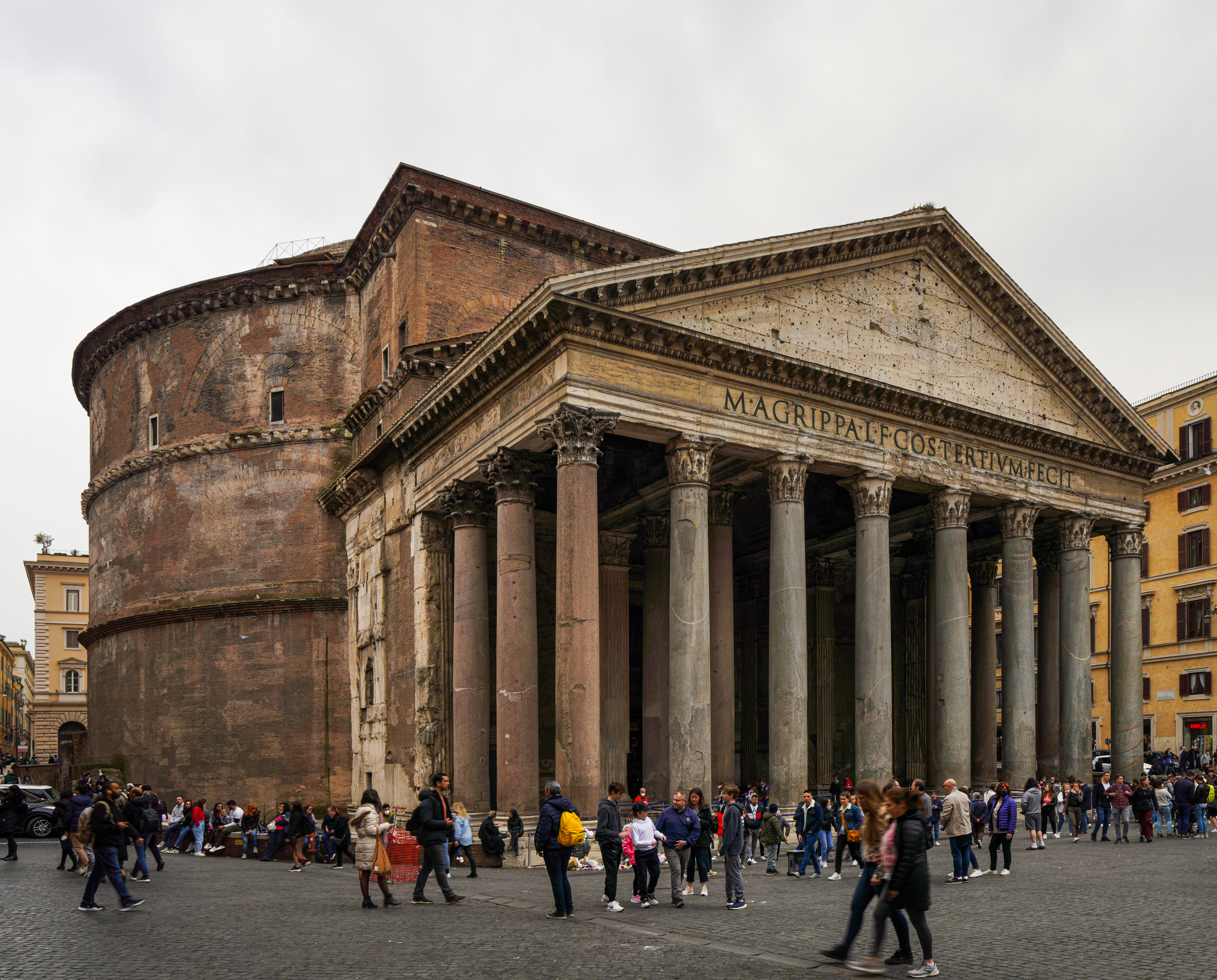
Пантеон (Рим)

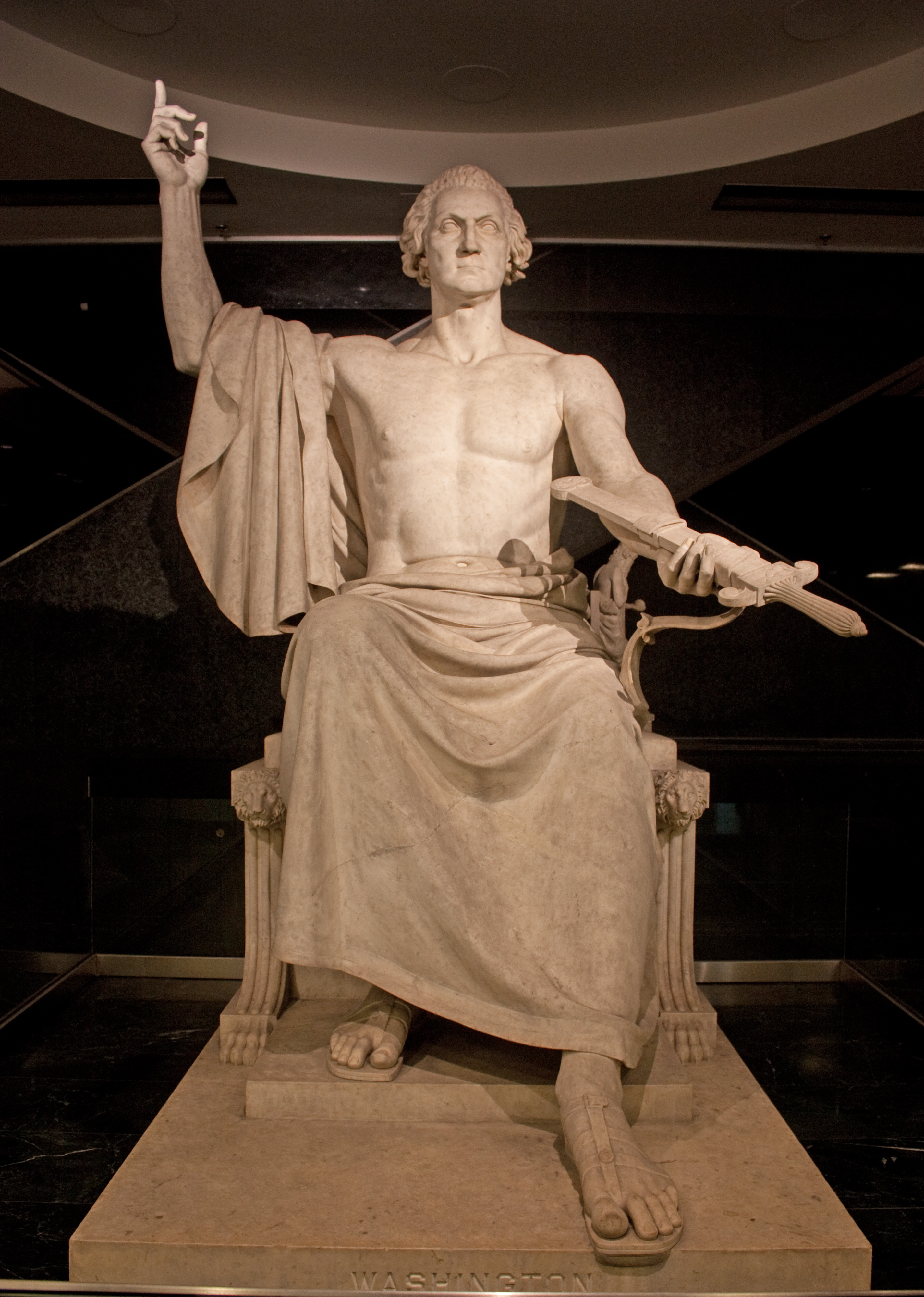
Мармурова статуя Джорджа Вашингтона роботи скульптора Гораціо Ґріноу (1841)

Каррарський мармур (лат. marmor lunensis) — мармур, що видобувається в Апуанських Альпах на території Каррари. Вважається одним з найцінніших сортів мармуру.
Розроблені родовища цього мармуру розташовані в Апуанських Апеннінах (званих Апуанськими Альпами). Це гірський ланцюг протяжністю 60 км і завширшки 20-25 км. Від Каррари до численних місць ломки мармуру ведуть чотири головні долини і кілька бічних відгалужень. Білосніжні мармури тріасового періоду залягають по всьому схилу аж до самої вершини хребта. Поблизу Каррари розташовані найбільші у світі як за якістю, так і за запасами родовища білого кристалічно-зернистого мармуру.

## Історія
Каррарські каменоломні використовували вже в мідну добу. У римську епоху видобуток мармуру набув значних масштабів. Починаючи з правління Юлія Цезаря каррарський білий мармур використовували для спорудження громадських будівель і будинків патриціїв. Транспортування в Рим здійснювалося через порт Луні, завдяки якому мармур і отримав свою латинську назву marmor lunensis (лунензійський мармур). Серед збережених з тих часів об'єктів з каррарського мармуру — Пантеон і колона Траяна.
З V століття видобуток мармуру практично припиняється через набіги варварів. Пізніше, завдяки повсюдному поширенню християнства, мармур у великих кількостях використовували для релігійних споруд та оздоблення їх інтер'єру. З каррарським мармуром працювало багато італійських архітекторів і скульпторів, зокрема Нікола Пізано і Джованні Пізано. Мікеланджело особисто вибирав блоки для своїх творів, його «Давид» висічений саме з каррарського мармуру. З нього також виконано фасад Сієнського собору і Мармурову арку в Лондоні.

## Сорти
У родовищах Каррари є кілька сортів мармуру, але переважає чисто-білий мармур, званий в Італії Bianco, але відоміший під французькою назвою Blanc clair. Основний тон каррарського мармуру — молочно-білий, іноді з легким блакитним відтінком.
Чисто-білі сорти мармуру високо цінуються скульпторами всієї планети. Найкращі скульптурні твори виконані з білого каррарського мармуру.